# Tinios

Tribus tracias hacia el 431 a. C.

Los tinios o tinos eran los integrantes de una tribu tracia que originalmente vivían en el sudeste de Tracia entre los agrianes y las montañas que los separaban del mar Negro, en una zona llamada Tinia. 
Según Estrabón, una parte de los tinios, junto con los bitinios, migraron a las tierras que más tarde se conocerían como Bitinia en Anatolia.
Formaron parte de los pueblos sometidos al reino de Lidia en tiempos de Creso.
El rey odrisio Seutes II, contrató a los Diez Mil de Jenofonte para someter a los tinios que permanecían en Tracia. Fue debido a que años antes habían derrotado a Teres I, antepasado de Seutes. 
Jenofonte dice que eran guerreros y que vivían para la guerra, especialmente de noche. Jenofonte sufrió el ataque de los tinios durante la noche y estuvo muy cerca de morir o de ser derrotado, pero finalmente fueron rechazados y huyeron a las montañas, y algunos fueron hechos prisioneros. Finalmente los tinios fueron sometidos por Seutes.